# Wiercieliszki (gmina)
Wiercieliszki (1919 alt. Wierciliszki) – dawna gmina wiejska istniejąca do 1939 roku w woj. białostockim (obecnie na Białorusi). Siedzibą gminy były Wiercieliszki.
W okresie międzywojennym gmina Wiercieliszki należała do powiatu grodzieńskiego w woj. białostockim. Według spisu powszechnego z 1921 roku, gminę zamieszkiwały 5842 osoby, w tym 3732 (64%) Polaków, 2101 (36%) Białorusinów, 6 Litwinów, 2 Rusinów i 1 Żyd.
1 lipca 1925 do Broku z gminy Wiercieliszki odłączono  miejscowości Stanisławów Cegielnia, Stanisławów Kafarnia, Stanisławów Torfiarnia i Stanisławów Rolny z folwarkiem Druck, włączając je do Grodna.
16 października 1933 gminę Wiercieliszki podzielono na 26 gromad: Bojary, Dziewiatówka, Ejsymonty, Hołownicze, Kaplica Mała, Kaplica Wielka, Kazimierówka, Kazimierówka kol., Kozłowicze, Kulbaki, Małyszczyzna, Olenicze, Piluki, Przygodzicze, Putryszki, Rokitno, Rydziele, Siwkowo, Sypana Góra, Szczeczynowo, Tobolska Budka, Toboła, Topolowo, Wiercieliszki, Zabogoniki i Żydowszczyzna.
24 maja 1938 utworzono nową gromadę Batorówka z części obszaru gromady Ejsymonty.
Po wojnie obszar gminy Wiercieliszki wszedł w struktury administracyjne Związku Radzieckiego.